# Andreas Rudolf von Planta
Andreas Rudolf von Planta (* 24. April 1819 in Samedan; † 19. April 1889 in Zürich) war ein Schweizer Jurist, Unternehmer und Politiker.

## Biografie
Er entstammte dem Oberengadiner Uradelsgeschlecht derer von Planta. Seine Schulbildung erhielt Andreas Rudolf von Planta in der Schweiz und in Deutschland. Er besuchte die Dorfschule in Samedan, das Hochalpine Institut Ftan, die Bündner Kantonsschule in Chur sowie das Gymnasium Philippinum Weilburg und die Goetheschule Wetzlar. Anschliessend studierte er an den Universitäten Zürich, Heidelberg und Berlin Rechtswissenschaften und Nationalökonomie. In Heidelberg wurde er 1839 Mitglied des Corps Helvetia. Nach der Promotion Heidelberg im Jahre 1842 und einem Aufenthalt an der Akademie Genf kehrte er 1843 in seine Engadiner Heimat zurück.
Von Planta besass im Kanton Thurgau und über den gesamten Kanton Graubünden verteilte Güter und verfügte über verschiedene Industriebeteiligungen. 1850 gehörte er zu den Gründern der Zeitung Der Bund. Ebenso war er an der Gründung der Thermalbäder von St. Moritz, Tarasp und Bormio beteiligt. 1856 kaufte er das Schloss Tarasp für 1100 Franken. Von 1858 bis 1864 war er Präsident des Verwaltungsrats der Aktiengesellschaft Heilquelle von St. Moritz.
Seine politische Laufbahn begann er 1844 als Bundesstatthalter. Im gleichen Jahr wurde er Mitglied des  Grossen Rats des Kantons Graubünden, dem er mit Unterbrechungen bis 1877 angehörte. Von 1849 bis 1852 war er Präsident des Bezirksgerichts Maloja. Von 1848 bis 1869 und von 1876 bis 1881 war er Abgeordneter zum Nationalrat. In den Jahren 1865 und 1866 war er Präsident des Nationalrats.
Von Planta engagierte sich in der Verkehrs- und Landwirtschaftspolitik, wobei er insbesondere für die wirtschaftliche Förderung des Engadins durch Ausbau des Tourismus und Bau der Ostalpenbahn eintrat. Er war ein Vorkämpfer der Rheinkorrektion und der Nutzbarmachung der Wasserkraft in Graubünden. Das Bündner Niederlassungsgesetz von 1874 ging massgeblich auf ihn zurück. Er war liberaler Föderalist und Vertreter der Referendumsdemokratie und lehnte die Verfassungsreform von 1872 ab.
Er war Präsident der Naturforschenden Gesellschaft Graubündens und Gründungsmitglied des Rhätischen Museums. In der Schweizer Armee war er Major im Generalstab.

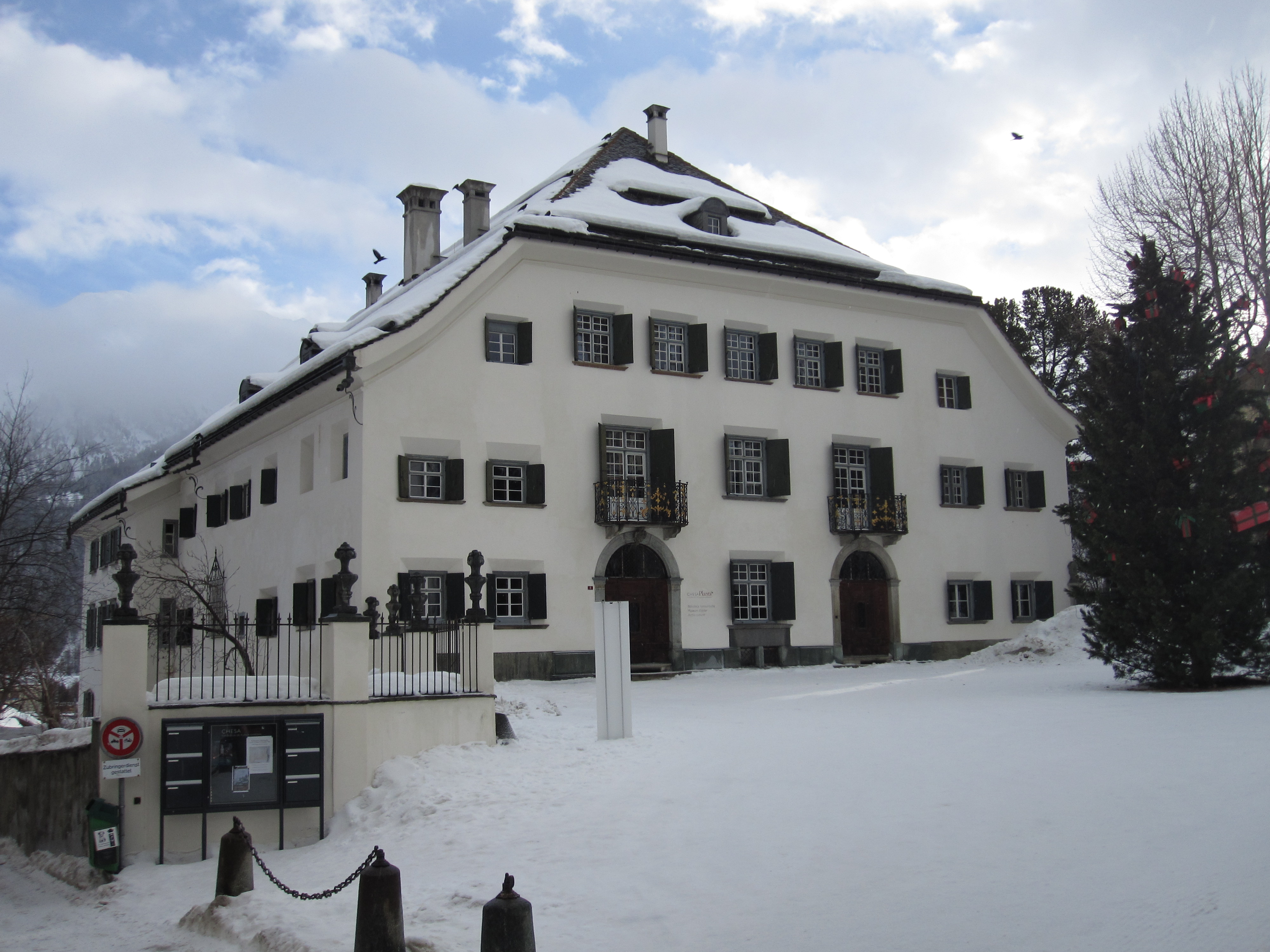
Chesa Planta in Samedan (erbaut 1595 von den von Salis, ab 1817 im Besitz der von Planta)
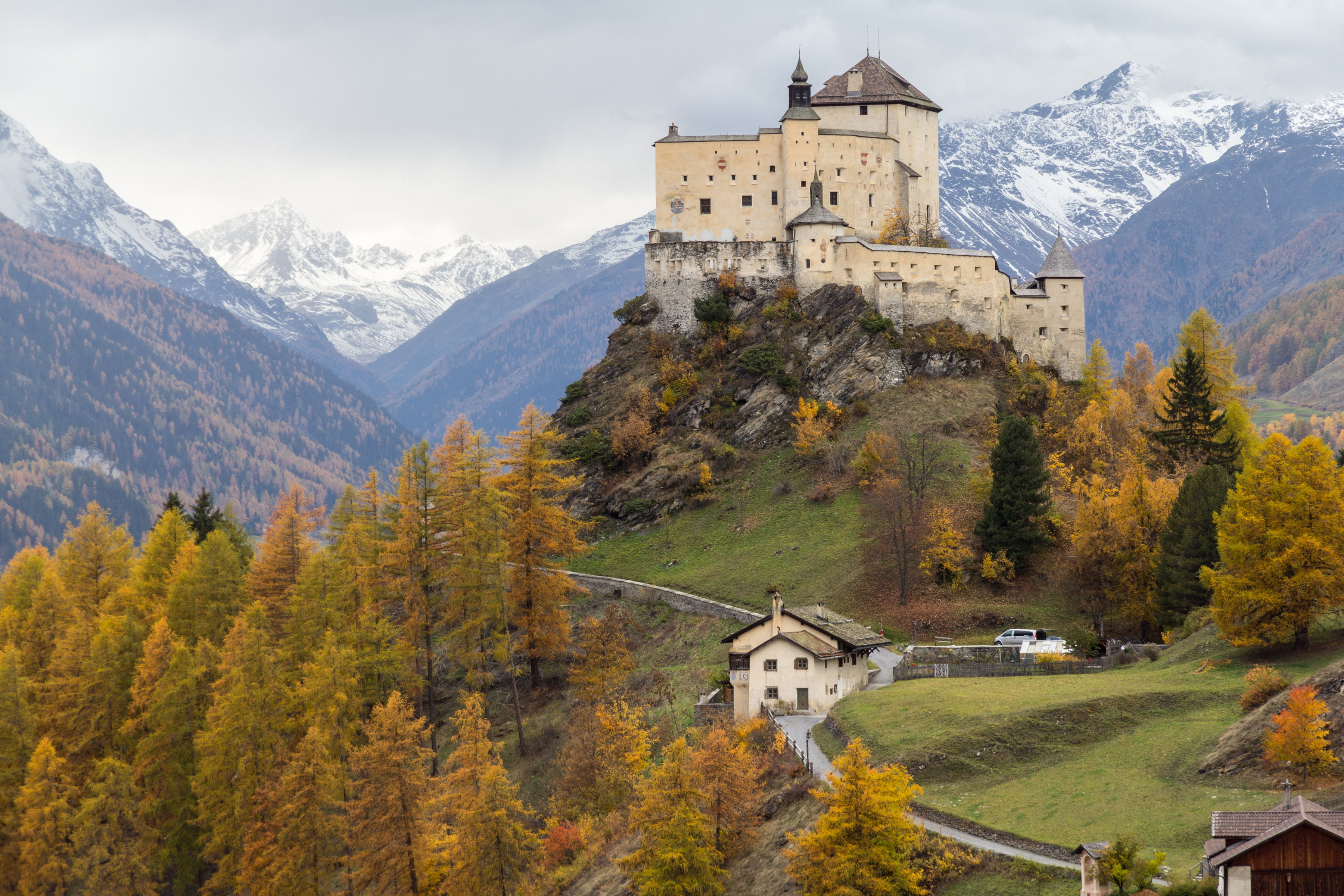
Schloss Tarasp, 1856 erworben

## Auszeichnungen
- 1884 wurde er mit dem Ritterkreuz des Ordens der Krone von Italien ausgezeichnet.